# Tumblestone
Tumblestone es un juego de 2016 de combinación de fichas desarrollado por The Quantum Astrophysicists Guild y distribuido por Nighthawk Interactive. El juego fue lanzado para PC, Mac y Linux el 12 de julio de 2016. Fue lanzado para la Xbox One el 16 de julio, y para Wii U y PlayStation 4 el 30 de agosto de 2016.
La versión para Nintendo Switch fue lanzada el 5 de octubre de 2017. Desde su debut, Tumblestone ha sido aclamado por la crítica por su visión en el género de puzle.

## Jugabilidad

### Juego principal
Tumblestone es un juego de puzle 2D que le encarga al jugador remover todos los cuadrados, conocidos como «tumblestones», del tablero. En el modo historia de Tumblestone, el jugador progresará por medio de un mapa con 12 mundos, de manera similar a Super Mario World. Cada nivel tiene un tablero cerrado lleno de cuadrados de colores; el jugador debe coincidir tres cuadrados del mismo color para liberar esos espacios del tablero. Se añaden modificadores a la jugabilidad de cada mundo, incluyendo bloques grises que se prenden y apagan, y bloques multicolor llamados «comodines» que, al ser seleccionados, cambiarán al color con el que se emparejen.
El jugador puede elegir saltear niveles con fichas obtenidas en el mundo. Al final de cada mundo, el jugador luchará en una «carrera de puzles», un desafío en el cual el jugador deberá liberar un tablero tres veces, antes que el otro personaje.

### Juegos secundarios
Tumblestone posee tres modos arcade para un jugador. Modo Heartbeat encarga al jugador eliminar bloques constantemente de una pared descendiente. Modo Marathon tiene una pared de vidrio. Por último, Infinipuzzle tiene un tablero de bloques infinito, donde el jugador debe concentrarse en limpiar las grillas tanto como sea posible.

## Trama
La reina Cleo, gobernante del reino del desierto, se encuentra con los bloques coloridos con caras, conocidos como tumblestones. Cleo conoce al rey Goblin, quien descubre que existe un artefacto antiguo conocido como la «Tumblecrown». El rey Goblin se aventura a otras tierras.

## Desarrollo
Mientras desarrollaba un videojuego llamado The Bridge, el fundador de The Quantum Astrophysicists Guild, Ty Taylor, conoció al artista Mario Castañeda. En una entrevista, Taylor dijo que «una vez que [él] aprendió a hacer videojuegos, [él] siempre los estaba haciendo». The Bridge fue lanzado en Steam y ganó el Indie Game Challenge en 2012 en logros en dirección de arte y jugabilidad.
El concepto de Tumblestone fue inventado durante un game jam de 48 horas, donde conoció al escritor Justin Nafziger y al programador Alex Schearer, quien tenía experiencia previa en Microsoft. La temática era «arcoíris y perseverancia». Taylor trabajó con Nafziger, Schearer y Castañeda para producir un prototipo que empezó como un juego parecido a Space Invaders, donde el jugador debía disparar a tres naves de colores en movimiento seguidas.
En PAX 2015, Tumblestone fue parte del programa PAX 10, donde 10 juegos independientes son seleccionados para que el público los pruebe.

## Recepción
En el sitio web agregador de reseñas Metacritic, Tumblestone tuvo puntajes promedio de 71, 91 y 82 en las versiones de Xbox One, PC, y Wii U respectivamente. En OpenCritic, el juego tuvo una «fuerte» aprobación, con un puntaje de recomendación de 71%.

### Logros
Tumblestone ganó el premio al «mejor juego de puzle» en Intel Level Up 2015.